# Willie Naulls
William Dean "Willie" Naulls (Dallas, Texas; 7 de octubre de 1934-Laguna Niguel, California; 22 de noviembre de 2018) fue un baloncestista estadounidense que disputó 10 temporadas en la NBA, ganando 3 anillos de campeón, todos ellos con los Boston Celtics a mediados de los años 1960. Con 1,98 metros de altura, jugaba en la posición de alero. Su apodo era "la ballena" ("The Whale").

## Trayectoria deportiva

### Universidad
Jugó durante 3 temporadas con los Bruins de la Universidad de California en Los Ángeles, en los que promedió 15,5 puntos y 11,4 rebotes por partido. Es uno de los 4 únicos jugadores en la historia de UCLA en conseguir más de 400 rebotes en una temporada (Kareem Abdul-Jabbar lo logró en 3 ocasiones, Bill Walton en 2 y más recientemente Kevin Love). En 1986 fue incluido en el Hall of Fame de su universidad.

### Profesional
Fue elegido en la décima posición del Draft de la NBA de 1956 por St. Louis Hawks, equipo en el que solamente jugó 19 partidos antes de ser traspasado a New York Knicks. Tras un primer año un poco titubeante en la Gran Manzana, a partir de la temporada 1957-58 se consolidó en la posición de titular, sobrepasando los dobles dígitos tanto en puntos como en rebotes, siendo elegido ese año para disputar su primer All-Star. Jugó 4 temporadas más con los Knicks, sobrepasando en las tres últimas los 21 puntos y 11 rebotes por encuentro, siendo elegido en las mismas para disputar de nuevo el All-Star Game.
A mediados de la temporada 1962-63 es traspasado a San Francisco Warriors, donde solamente jugaría hasta la finalización de la misma, decidiendo retirarse con tan solo 28 años. Pero su amigo Bill Russell le convenció para que fichara por Boston Celtics.  Allí se encontraría con un plantel de jugadores de lujo, auténticos dominadores de la liga durante esos años, con gente como el propio Russell, John Havlicek, Sam Jones, Tom Heinsohn, Tom Sanders, K.C. Jones o Frank Ramsey. Cumplió a la perfección con su papel de sexto hombre, ganando tres títulos de la NBA consecutivos en las que serían sus tres últimas temporadas como profesional.
En el total de su trayectoria en la NBA promedió 15,8 puntos y 9,1 rebotes por partido, acabando en 3 ocasiones entre los 10 mejores anotadores de la liga y en cinco entre los mejores reboteadores.

## Estadísticas de su carrera en la NBA

### Temporada regular
| Temporada | Edad | Equipo                 | Liga | P   | TIT | MIN  | TC   | TCA  | %TC  | 3P | 3PA | %3P | TL  | TLA | %TL  | R.OF. | R.DEF. | REB  | ASIS | ROB | TAP | PER | FP  | PTS  |
| 1956-57   | 22   | TOTAL                  | NBA  | 71  |     | 25.0 | 4.1  | 11.5 | .357 |    |     |     | 1.9 | 2.7 | .677 |       |        | 8.7  | 1.2  |     |     |     | 2.6 | 10.1 |
| 1956-57   | 22   | St. Louis Hawks        | NBA  | 19  |     | 23.1 | 4.1  | 11.1 | .365 |    |     |     | 2.2 | 3.2 | .683 |       |        | 8.8  | 1.2  |     |     |     | 3.0 | 10.3 |
| 1956-57   | 22   | New York Knicks        | NBA  | 52  |     | 25.8 | 4.2  | 11.7 | .355 |    |     |     | 1.8 | 2.6 | .674 |       |        | 8.7  | 1.2  |     |     |     | 2.5 | 10.1 |
| 1957-58   | 23   | New York Knicks        | NBA  | 68  |     | 34.8 | 6.9  | 17.5 | .397 |    |     |     | 4.2 | 5.1 | .826 |       |        | 11.8 | 1.4  |     |     |     | 3.2 | 18.1 |
| 1958-59   | 24   | New York Knicks        | NBA  | 68  |     | 30.3 | 6.0  | 15.8 | .378 |    |     |     | 3.8 | 4.6 | .830 |       |        | 10.6 | 1.5  |     |     |     | 3.4 | 15.7 |
| 1959-60   | 25   | New York Knicks        | NBA  | 65  |     | 34.6 | 8.5  | 19.8 | .428 |    |     |     | 4.4 | 5.3 | .836 |       |        | 14.2 | 2.1  |     |     |     | 3.3 | 21.4 |
| 1960-61   | 26   | New York Knicks        | NBA  | 79  |     | 37.7 | 9.3  | 21.8 | .428 |    |     |     | 4.7 | 5.8 | .816 |       |        | 13.4 | 2.4  |     |     |     | 3.4 | 23.4 |
| 1961-62   | 27   | New York Knicks        | NBA  | 75  |     | 39.7 | 10.0 | 24.0 | .415 |    |     |     | 5.1 | 6.1 | .842 |       |        | 11.6 | 2.6  |     |     |     | 3.5 | 25.0 |
| 1962-63   | 28   | TOTAL                  | NBA  | 70  |     | 27.2 | 5.3  | 12.7 | .417 |    |     |     | 2.4 | 3.0 | .802 |       |        | 7.4  | 1.5  |     |     |     | 2.9 | 12.9 |
| 1962-63   | 28   | New York Knicks        | NBA  | 23  |     | 29.4 | 6.7  | 16.3 | .413 |    |     |     | 3.4 | 4.2 | .813 |       |        | 8.7  | 1.9  |     |     |     | 1.8 | 16.9 |
| 1962-63   | 28   | San Francisco Warriors | NBA  | 47  |     | 26.1 | 4.6  | 10.9 | .420 |    |     |     | 1.9 | 2.4 | .793 |       |        | 6.7  | 1.2  |     |     |     | 3.5 | 11.0 |
| 1963-64   | 29   | Boston Celtics         | NBA  | 78  |     | 18.1 | 4.1  | 9.9  | .417 |    |     |     | 1.6 | 2.0 | .796 |       |        | 4.6  | 0.8  |     |     |     | 2.7 | 9.8  |
| 1964-65   | 30   | Boston Celtics         | NBA  | 71  |     | 20.6 | 4.3  | 11.1 | .384 |    |     |     | 2.0 | 2.5 | .813 |       |        | 4.7  | 1.0  |     |     |     | 3.2 | 10.5 |
| 1965-66   | 31   | Boston Celtics         | NBA  | 71  |     | 20.2 | 4.6  | 11.5 | .402 |    |     |     | 1.5 | 1.8 | .794 |       |        | 4.5  | 1.0  |     |     |     | 2.8 | 10.7 |
| TOTALES   |      |                        | NBA  | 716 |     | 28.8 | 6.3  | 15.6 | .406 |    |     |     | 3.1 | 3.9 | .812 |       |        | 9.1  | 1.6  |     |     |     | 3.1 | 15.8 |

| Temporada | Edad | Equipo          | Liga | P  | MIN | TCA | TC  | 3PA | 3P | TLA | TL | R.OF. | REB | ASIS | ROB | TAP | PER | FP | PTS | %TC  | %3P | %FT  | MIN  | PTS  | REB  | AST |
| 1958-59   | 24   | New York Knicks | NBA  | 2  | 63  | 14  | 42  |     |    | 6   | 8  |       | 21  | 3    |     |     |     | 11 | 34  | .333 |     | .750 | 31.5 | 17.0 | 10.5 | 1.5 |
| 1963-64   | 29   | Boston Celtics  | NBA  | 10 | 167 | 37  | 95  |     |    | 17  | 23 |       | 46  | 8    |     |     |     | 31 | 91  | .389 |     | .739 | 16.7 | 9.1  | 4.6  | 0.8 |
| 1964-65   | 30   | Boston Celtics  | NBA  | 12 | 180 | 39  | 95  |     |    | 10  | 15 |       | 51  | 9    |     |     |     | 27 | 88  | .411 |     | .667 | 15.0 | 7.3  | 4.3  | 0.8 |
| 1965-66   | 31   | Boston Celtics  | NBA  | 11 | 75  | 9   | 35  |     |    | 17  | 21 |       | 16  | 1    |     |     |     | 23 | 35  | .257 |     | .810 | 6.8  | 3.2  | 1.5  | 0.1 |
| TOTALES   |      |                 | NBA  | 35 | 485 | 99  | 267 |     |    | 50  | 67 |       | 134 | 21   |     |     |     | 92 | 248 | .371 |     | .746 | 13.9 | 7.1  | 3.8  | 0.6 |

## Vida personal
Naulls nació em Dallas, Texas, siendo sus padres Daily y Bettie (Artis) Naulls. Durante la Segunda Guerra Mundial, la familia se mudó a Los Ángeles, California a los nueve años para escapar de la segregación racial. Su padre trabajó en los astilleros de San Pedro y su madre fue trabajadora doméstica. Naulls fue una estrella en el instituto de San Pedro High donde fue nombrado California Mr. Basketball en 1952.

### Concerned Parents of America
Naulls fundó el denominado Willie Naulls Ministry and the Church of Common Ground, una asociación religiosa que se dedica a ayudar a la infancia necesitada. Debido a las connotaciones religiosas del nombre, decidió cambiarlo por el de Concerned Parents of America (padres preocupados de América), con el fin de consolidarse como ONG y optar a ayudas gubernamentales.

### Muerte
Naulls murió el 22 de noviembre de 2018 en Laguna Niguel, California, de insuficiencia respiratoria debido al síndrome de Churg-Strauss con el cual luchó por 8 años.